# Francesco Brancato
Francesco Brancato (Ciminna, novembre 1913 – Palermo, 2002) è stato uno storico italiano.

## Biografia
È stato docente ordinario di Storia del Risorgimento all'Università di Palermo. 
Fu docente incaricato anche di Filosofia della storia. Brancato diresse per venticinque anni la rivista storica "Nuovi quaderni del Meridione" edita dalla fondazione Banco di Sicilia.
Fu consulente della Commissione parlamentare d'inchiesta sul fenomeno della mafia in Sicilia nella V legislatura (1968-1972). 
Si occupò principalmente di storia della Sicilia e del Risorgimento ed è stato tra gli esponenti di rilievo del Comitato di Palermo dell’Istituto per la Storia del Risorgimento.

## Opere
- Il Caracciolo e il suo tentativo di riforma in Sicilia, Palumbo, 1946
- L'assemblea siciliana del 1848-1849, Sansoni, 1946
- Storia della Sicilia post-unificazione, Zuffi, Bologna, 1956
  - La Sicilia nel primo ventennio del regno d'Italia, (primo volume)
  - La Sicilia nell'ultimo ventennio del secolo XIX, (secondo volume)
- La dittatura garibaldina nel Mezzogiorno e in Sicilia, Celebes, 1965
- Filosofia della storia e storiografia nell’età dell’Illuminismo, Edizioni Célèbes, 1967
- Vico nel Risorgimento, Flaccovio, Palermo, 1969
- La mafia nell'opinione pubblica e nelle inchieste dall'Unità al Fascismo, 1972
- Isidoro Carini in Spagna nel VI centenario del Vespro, Società di Storia Patria, 1976
- Storia dell'industria a Palermo dal primo Ottocento ai nostri giorni, Giada, 1991
- Sette giorni di repubblica a Palermo. La rivolta del settembre 1866, Sicania, 1993
- Benjamin Ingham e il suo impero economico, Edizioni scientifiche italiane, 1993
- L'emigrazione siciliana negli ultimi cento anni, Pellegrini, 1995